# Џорџ Ларнер
Џорџ Ларнер (енгл. George Edward Larner; Лангли, 7. фебруар 1875 — Брајтон, 4. март 1949) је бивши атлетичар, Уједињеног Краљевства који се такмичио у више дисциплина брзог ходања
Прве кораке у брзом ходању Џорџ Ларнер учинио је 1903. када је имао 28 година. За само неколико година напредовао је толико да успева да уђе у састав екипе за Летње олимпијске игре 1908. које су одржане у Лондону. На играма је учествовао у две дисциплине брзог ходања. 3.500 и 10. миља брзог ходања. У обе дисциплине је победио и освојио златне медаље и оба пута је победио Ернеста Веба, колегу из екипе .
Пошто је освојио и четири титуле првака Уједињеног Краљевства и постао деветоструки светски рекордер, Ларнер је 1909. одлучио да се повуче јер је оценио да му тренинзи ометају његов редовни посао полицајца у Брајтону.